# Nod (unitate de măsură)
Un nod (engleză knot, prescurtat kt) este o unitate de măsură pentru viteză având valoarea egală cu 1 milă marină pe oră.
Echivalentul în Sistemul Internațional este 
1 kt=1852 m / 3600 s≈0,5144 m/s
Echivalentul în kilometri pe oră este
1 kt=1,852 km/h
Nodul este o unitate de măsură utilizată inițial în marină, preluată și de aviație, în corelație cu utilizarea milei marine ca unitate de măsură pentru distanțe (de remarcat că în aviație mila marină se utilizează pentru distanțe orizontale, dar nu și pentru altitudine unde se utilizează, după caz, piciorul sau metrul).

## Origine
Pentru a determina viteza navei, navigatorii au folosit un instrument numit „loch de mână” sau „loch ordinar” (în engleză chip log sau common log). Lochul era format dintr-o rolă de lemn, pe care era înfășurată o saulă lungă, de capătul căreia era atașat un triunghi de lemn îngreunat cu plumb pe o latură. Saula avea câte un nod la fiecare 50 de picioare și 8 țoli. Pentru măsurarea vitezei, se arunca în apă capătul parâmei cu triunghiul de lemn. Acesta, datorită greutăților de plumb se poziționa vertical și era frânat de rezistența apei, ceea ce ducea la derularea saulei de pe rolă. Membrii echipajului urmăreau câte noduri au trecut peste bord în treizeci de secunde. Numărul de noduri numărate reprezenta viteza navei în noduri, sau mile marine, pe oră. Cunoscând viteza medie a navei sale pe parcursul unei zile, căpitanul putea stabili ce distanță a parcurs nava.

## Alte utilizări
Se utilizează adesea expresia eronată noduri pe oră în loc de noduri. Deoarece nodul este deja o unitate de măsură pentru viteză, nodul pe oră ar fi o unitate de măsură pentru accelerație.
1. ↑  „Navigation: Depth and Speed” (PDF). Arhivat din original (PDF) la 19 august 2021. Accesat în 19 august 2021.
2. ↑  What is the difference between a nautical mile and a knot?